# Майборода, Владимир Яковлевич
Влади́мир Я́ковлевич Ма́йборода (23 марта [4 апреля] 1852, Волынская губерния — 4 [17] сентября 1917, Петроград) — русский оперный и камерный певец (бас-кантанте).

## Биография
Родился в семье священника.
Пел в Житомирском церковном хоре. В 1872 окончил Житомирское духовное училище, в 1872—1874 годы служил в Волынской духовной консистории. В 1874—1876 годы работал в государственном банке.

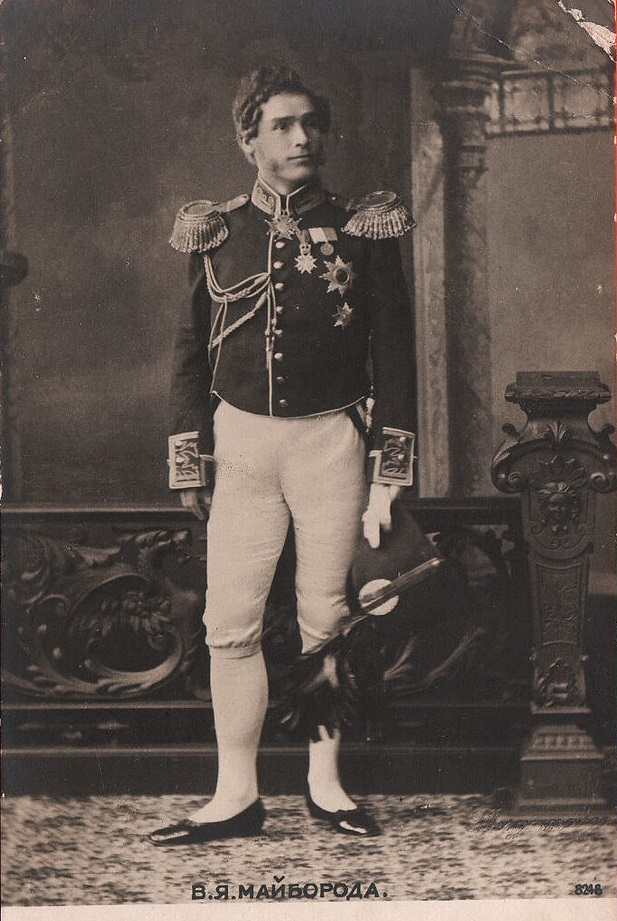
Майборода В.Я. в образе генерала.

В 1879 году окончил Петербургскую консерваторию по классу К. Эверарди (класс теории А. И. Рубца). В 1882 и 1883 годах совершенствовался в Милане у Ф. Ламперти, А. Буцци и Дж. Ронкони; брал уроки сценического мастерства у В. В. Самойлова.
В 1880—1888 и 1892—1906 годы служил в Мариинском театре; в 1889—1892 годы пел в Большом театре (Москва). Гастролировал в Одесской опере; с концертами — в Киеве, Одессе, Ковно, Житомире, Тифлисе, Пятигорске, Кисловодске, Воронеже, Вильно, Рыбинске, Ярославле, Варшаве, Риге (1893).
Похоронен на кладбище Александро-Невской лавры.

## Творчество
Обладал сильным красивым голосом обширного диапазона.
Его дебютом на оперной сцене стала партия Дона Диего («Африканка» Дж. Мейербера — спектакль студентов консерватории; Каменный театр, 1876); на сцене Мариинского театра — партии Бертрама («Роберт-дьявол» Мейербера) и Старика-странника («Рогнеда» А. Н. Серова). Оперный репертуар певца составили 94 партии.
В числе его партнёров — М. А. Дейша-Сионицкая, И. В. Ершов, M. М. Корякин, Е. И. Куза, И. А. Мельников, Е. К. Мравина, М. А. Славина, Л. В. Собинов, Ф. И. Стравинский, Ф. И. Шаляпин. Пел под управлением И. К. Альтани, Э. А. Крушевского, Э. Ф. Направника; участвовал в симфонических концертах Русского музыкального общества, в благотворительных концертах.

### Избранные оперные партии
- Сусанин («Жизнь за царя» М. И. Глинки)[К 2]
- Руслан[К 2], Светозар («Руслан и Людмила» М. И. Глинки)
- Сват («Русалка» А. С. Даргомыжского)
- Асфанез («Юдифь» А. Н. Серова)
- Дубровин («Воевода» П. И. Чайковского)
- Митьков («Опричник» П. И. Чайковского)
- Кардинал («Орлеанская дева» П. И. Чайковского, 1881[К 3])
- Орлик («Мазепа» П. И. Чайковского)
- Гремин[К 2]; Сурин[К 4] («Пиковая дама» П. И. Чайковского)
- Гонец («Тарас Бульба» В. В. Кюнера[К 3])
- Пимен («Борис Годунов» М. П. Мусоргского)
- Старый слуга («Демон» А. Г. Рубинштейна)
- 2-й бирюч (1882[К 3]); Бермята («Снегурочка» Н. А. Римского-Корсакова)
- Голова («Ночь перед Рождеством» Н. А. Римского-Корсакова, 1895[К 3])
- Гельвидий Приск; Претор («Сервилия» Н. А. Римского-Корсакова, 1902[К 3])
- Бомелий («Псковитянка» Н. А. Римского-Корсакова, 3-я ред.)[К 5]
- Лука Зиновьич («Садко» Н. А. Римского-Корсакова)[К 5]
- Епископ («Корделия» [«Месть»] Н. Ф. Соловьёва, 1-я ред., 1885[К 3])
- Стиганд («Гарольд» Э. Ф. Направника, 1886[К 3])
- Верейский (1895[К 3]); Архип («Дубровский» Э. Ф. Направника)
- Страж («Орестея» С. И. Танеева, 1895[К 3])
- Куно («Вольный стрелок» К. фон Вебера)
- Командор («Дон Жуан» В. Моцарта)
- Граф Родольфо («Сомнамбула» В. Беллини)
- Дон Базилио («Севильский цирюльник» Дж. Россини)[К 2]
- Будивой («Далибор[англ.]» Б. Сметаны)[К 6]
- Мефистофель («Мефистофель» А. Бойто)[К 2]
- Цунига («Кармен» Ж. Бизе)
- Генрих Птицелов («Лоэнгрин» Р. Вагнера)
- Мефистофель («Фауст» Ш. Гуно)[К 2]
- Капулетти («Ромео и Джульетта» Ш. Гуно)
- Граф де Грие («Манон» Ж. Массне)[К 6]
- Сен-Бри («Гугеноты» Дж. Мейербера)[К 2]
- Оберталь («Пророк» Дж. Мейербера)
- Рамфис («Аида» Дж. Верди)

## Комментарии
1. ↑  В источниках указывается также год рождения 1854[3][4].
2. 1 2 3 4 5 6 7  Считалась одной из лучших его партий[5].
3. 1 2 3 4 5 6 7 8 9  Первый исполнитель партии[5].
4. ↑  Первый исполнитель партии в Большом театре — 1891[5].
5. 1 2  Первый исполнитель партии в Мариинском театре[5].
6. 1 2  Первый исполнитель партии в России[5].